# Markos Vafiadis
Markos Vafiadis (grčki: Μάρκος Βαφειάδης) Erzurum, Otomansko carstvo, (1906. – Atena, Grčka, 23. veljače, 1992.) bio je čelnik grčkih komunista i vojni rukovoditelj Nacionalne narodno oslobodilačke armije Grčke (DSE) za vrijeme Grčkog građanskog rata.

## Životopis
Nakon velike razmjene stanovništva, poslije Grčko Turskog rata Vafiadis se naselio u Solunu i Kavali kao prognanik. U Solunu 1928. postaje član Federacije Grčke komunističke mladeži (OKNE). 1932., uhićen je zbog političke djelatnosti i utamničen. Nakon puštanja na slobodu 1933., radi kao stranački instruktor po cijeloj Grčkoj. Već na početku diktature Joannisa Metaxasa, izgnan je na otok Agios Efstratios, odakle je pobjegao za manje od mjesec dana. U dubokoj ilegalnosti radio je na Kreti i bio jedan od glavnih organizatora pobune iz Hanije, 28. srpnja 1938. protiv režima Metaxasa. Nakon slamanja pobune, vraća se u Atenu gdje je uhićen. Nakon toga zatočen je u Nauplionu, a potom protjeran na otok Gavdos.

## Okupacija i Građanski rat
U svibnju 1941., u tijeku njemačke invazije na Grčku, pobjegao je s otoka Gavdosa, i otpočeo s ilegalnim radom na organiziranju otpora najprije na Kreti, a potom u Ateni i Solunu.
1942., izabran je u Centralni Komitet KKE i imenovan nadzornikom Makedonije, jednim krilom DSE-a (Nacionalne narodno oslobodilačke Armije Grčke)
U svibnju 1944., izabran je kao predstavnik Soluna u Politički komitet Nacionalnog oslobođenja koji se održao u selu Koryschades, ali nije mu prisustvovao zbog spriječenosti.
U studenom 1944. posvađao se s partijskim čelnikom Velouchiotisom, koji je tražio da se ELAS pripremi za borbu protiv Britanaca. Tako da se tijekom sukoba s britancima u Ateni (Dekemvriana) u prosincu, Makedonsko krilo ELAS-a nije borilo protiv britanskih jedinica.
U veljači 1946. ponovo se ne slaže, ovaj put sa Zachariadisom, generalnim sekretarom KKE, koji je želio nastaviti borbu. Unatoč sukoba s čelništvom stranke, osobno ga je Zachariadis postavio za zapovjednika svih partizanskih jedinica u srpnju 1946. U listopadu 1946., kad je osnovan Glavni stožer DSE, Vafiadis je postavljen za predsjednika, a u studenom 1947. postavljen je za premijera i ministra rata u Privremenoj Demokratskoj Vladi. U zadnjim stadijima građanskog rata, njegovo neslaganje sa Zachariadisom oko temeljnih pitanja vojničke doktrine i daljnjeg oblika borbe DSE, dovelo je do toga da je smijenjen s rukovodećih položaja u kolovozu 1948. a od siječnja 1949. i sa svih vojnih dužnosti. U listopadu 1950., istjeran je iz članstva komunističke stranke, za to vrijeme on je već bio u Sovjetskom savezu kamo se sklonio nakon poraza DSE-a.

## Nakon građanskog rata
Nakon pada Staljin-ove politike, Markos Vafiadis se vratio u KKE i bio izabran kao član Političkog biroa Centralnog komiteteta stranke. Novi nesporazumi s čelništvom stranke doveli su do toga da je podnio ostavku u siječnju, 1958. Ponovno je primljen u stranku, u lipnju 1964., nakon raskola u KKE 1968., takozvana unutrašnja (εσωτερικού) frakcija stranke KKE primila ga je u svoje članstvo.
U ožujku 1983., nakon 23 godina izgnanstva u SSSR-u, vratio se u Grčku. Nakon toga objavio je svoje Memoare, 1989.
U travnju 1990., počasno je izabran u Grčki parlament na nacionalnoj listi PASOK-a.